# Peter Lundgren (tennista)
Peter Lundgren (Gudmundrå, 29 gennaio 1965 – Sundsvall, 22 agosto 2024) è stato un tennista e allenatore di tennis svedese.

## Biografia
Da bambino gli venne diagnosticata una grave forma di diabete mellito di tipo 2, ma ciò non gli impedì di diventare tennista professionista. Nella sua carriera vinse tre titoli ATP in singolare: la miglior posizione da lui occupata nel ranking fu la numero 25, nel 1985. Quattro anni dopo raggiunse gli ottavi di finale a Wimbledon, dove fu sconfitto da Ivan Lendl. Anche in doppio si aggiudicò tre titoli; in questa specialità raggiunse la posizione numero 36 nel 1990.
Dopo il ritiro rimase nell'ambiente tennistico come allenatore: fu il primo coach di Roger Federer dopo la morte di Peter Carter e seguì anche Marat Safin, Marcos Baghdatis, Grigor Dimitrov e Stan Wawrinka.
Lundgren morì a Sundsvall il 22 agosto 2024 all'età di 59 anni per complicazioni della malattia cronica: l'anno precedente aveva subito tra l'altro anche l'amputazione di un piede.

## Vita privata
Ebbe due figli: un maschio, Lukas, e una femmina, Julia.